# Paroisse de Northampton
Pour les articles homonymes, voir Northampton (homonymie).
La paroisse de Northampton est à la fois une paroisse civile et un ancien district de services locaux (DSL) canadien situé à l'ouest du Nouveau-Brunswick. Au recensement de 2006, on y a dénombré 1 599 habitants. Dans le cadre de la réforme de la gouvernance locale du 1er janvier 2023, le DSL a été annexé à la ville de Woodstock.

## Toponymie

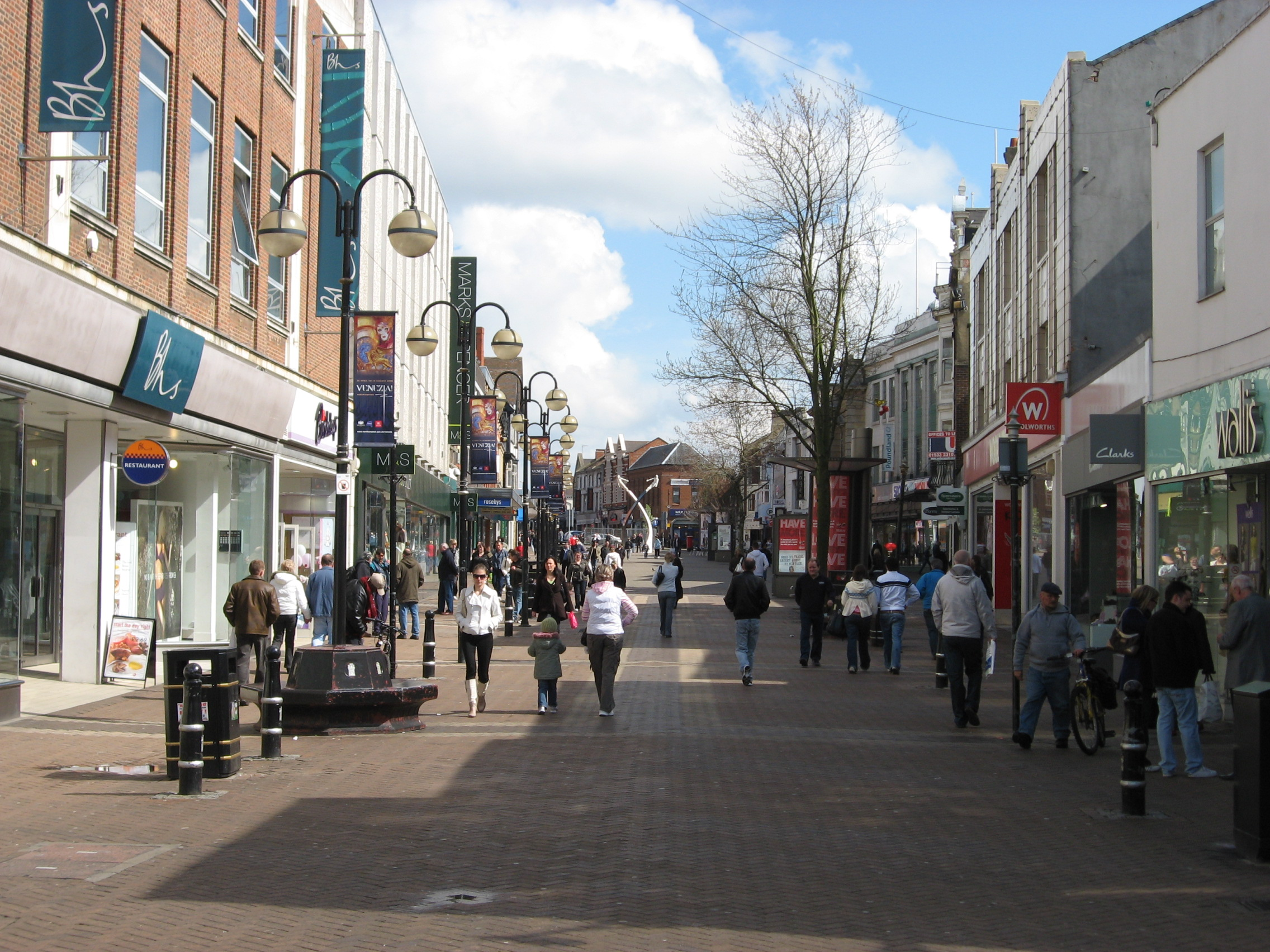
Northampton, au Royaume-Uni.

Northampton est probablement nommé ainsi d'après la ville de Northampton, au Royaume-Uni, et par le fait qu'elle était la paroisse la plus au nord du comté d'York, avant d'être incluse dans le comté de Carleton.

## Géographie
La paroisse de Northampton est située sur la rive gauche (est) du fleuve Saint-Jean, dans le comté de Carleton, à environ 100 kilomètres de route à l'ouest de Fredericton.
La paroisse possède un territoire grossièrement triangulaire, limitrophe de la paroisse de Brighton au nord ainsi que par le DSL de Upper and Lower Northampton au sud. La paroisse de Southampton, dans le comté d'York, est quant à elle située à l'est. Sur la rive opposée du fleuve, à l'ouest, se trouvent la paroisse de Wakefield et la ville de Woodstock.
Le mont Sharps, à Phillips, à une hauteur de 223 mètres.
La chute Phillips, sur le ruisseau du même nom à l'est du hameau de Phillips, a une hauteur de 5 mètres.

## Histoire

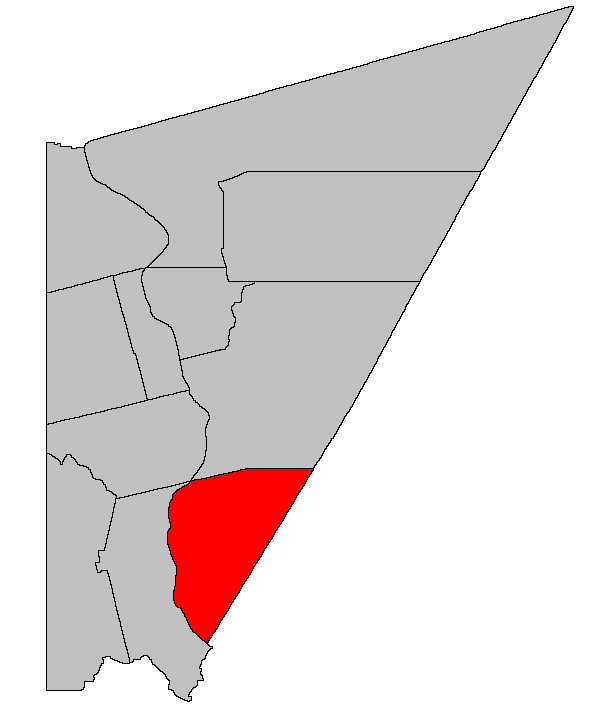
Situation sur une carte des paroisses civiles du comté de Carleton (certains DSL et municipalités ne sont donc pas montrés).

La paroisse de Northampton est établie en 1786. Elle est colonisée à partir du fleuve Saint-Jean par les Pennsylvania Loyalists, un régiment loyaliste démobilisé. L'arrière-pays est par la suite peuplé par des immigrants d'origines diverses. Newburg est fondé vers 1820 par des immigrants irlandais provenant surtout de Derry. Kilmarnock est fondé vers 1834 par deux immigrants Irlandais, rejoints en 1843 par un Écossais et ensuite par d'autres immigrants. Newburg Junction est fondé en 1873 lorsque la subdivision de Woodstock est construite pour relier le chemin de fer Fredericton-Edmundston ; l'établissement est d'abord située plusieurs milles à l'Est avant d'être déplacé.
- 1876: Érection de la paroisse de Northampton dans le comté d'York.
- 1833: Création de la paroisse de Southampton à partir d'une portion de la paroisse de Northampton. Création du comté de Carleton à partir d'une portion du comté d'York, dont la paroisse de Northampton.

La municipalité du comté de Carleton est dissoute en 1966. La paroisse de Northampton devient un district de services locaux en 1967.
Le 12 mai 2014, les résidents de la paroisse de Northampton votent à majorité contre le projet de constitution de la communauté rurale de South Carleton avec la paroisse de Woodstock, à 383 voix contre et 268 pour.

## Démographie
(août 2016).
D'après le recensement de Statistique Canada, il y avait 1708 habitants en 2001, comparativement à 1464 en 1996, soit une hausse de 16,7 %. La paroisse compte 630 logements privés, a une superficie de 243,31 km2 et une densité de population de 7,0 habitants par kilomètre carré.
| 2001  | 2006  | 2011  | 2016  |
| ----- | ----- | ----- | ----- |
| 1 708 | 1 599 | 1 825 | 1 724 |

## Économie
Entreprise Carleton, membre du Réseau Entreprise, a la responsabilité du développement économique.

## Administration

### Commission de services régionaux
La paroisse de Northampton fait partie de la Région 12, une commission de services régionaux (CSR) devant commencer officiellement ses activités le 1er janvier 2013. Contrairement aux municipalités, les DSL sont représentés au conseil par un nombre de représentants proportionnel à leur population et leur assiette fiscale. Ces représentants sont élus par les présidents des DSL mais sont nommés par le gouvernement s'il n'y a pas assez de présidents en fonction. Les services obligatoirement offerts par les CSR sont l'aménagement régional, l'aménagement local dans le cas des DSL, la gestion des déchets solides, la planification des mesures d'urgence ainsi que la collaboration en matière de services de police, la planification et le partage des coûts des infrastructures régionales de sport, de loisirs et de culture; d'autres services pourraient s'ajouter à cette liste.

### Représentation et tendances politiques
Nouveau-Brunswick: Northampton fait partie de la circonscription provinciale de Woodstock, qui est représentée à l'Assemblée législative du Nouveau-Brunswick par David Alward, du Parti progressiste-conservateur. Il fut élu en 1999 puis réélu en 2003, en 2006 et en 2010.
 Canada: Northampton fait partie de la circonscription électorale fédérale de Tobique—Mactaquac, qui est représentée à la Chambre des communes du Canada par Michael Allen, du Parti conservateur. Il fut élu lors de la 39e élection générale, en 2006, et réélu en 2008.

## Vivre dans la paroisse de Northampton
Le DSL est inclus dans le territoire du sous-district 10 du district scolaire Francophone Sud. Les écoles francophones les plus proches sont à Fredericton alors que les établissements d'enseignement supérieurs les plus proches sont dans le Grand Moncton.
Le détachement de la Gendarmerie royale du Canada et le bureau de poste les plus proches sont à Woodstock.
Les anglophones bénéficient des quotidiens Telegraph-Journal, publié à Saint-Jean, et The Daily Gleaner, publié à Fredericton. Ils ont aussi accès au bi-hebdomadaire Bugle-Observer, publié à Woodstock. Les francophones ont accès par abonnement au quotidien L'Acadie nouvelle, publié à Caraquet, ainsi qu'à l'hebdomadaire L'Étoile, de Dieppe.

## Culture

### Personnalités
- Charles Connell (1810-1873), marchand et homme politique, né à Northampton ;
- Frederick Harding Hale (1844-1912), marchand de bois et homme politique, né à Northampton ;
- Francis Peabody Sharp (1823-1903), arboriculteur, pomologue et homme d'affaires, né à Northampton.